# Royal League de Escandinavia
La Royal League fue una competición anual de fútbol en la cual participaban los países escandinavos de Dinamarca, Suecia y Noruega. Se realizaba al final de cada temporada escandinava. En esta competición participaban los cuatro mejores equipos clasificados en los torneos nacionales de dichos países.
En un momento se estudió la posibilidad de que participaran equipos de la Primera División de Finlandia y de la Liga islandesa de fútbol. En el año 2008 la competición se canceló por problemas financieros.

## Historia
La competición del 2004 se jugó con el formato de tres grupos de cuatro equipos, los cuales enfrentan a sus rivales dos veces, en casa y de visitante. Los mejores dos equipos de cada grupo pasan a la segunda fase, la cual consta de seis equipos en dos grupos, seleccionados al azar, que jugaban dos veces, de nuevo en casa y fuera, y los mejores equipos juegan la final. Los mejores equipos fueron el IFK Göteborg y el FC Copenhague; este último se proclamó campeón por lanzamiento de penaltis.
En la edición 2005-06 los 12 equipos se repartieron en 3 grupos. Los dos primeros de cada grupo y los dos mejores terceros disputaron los cuartos de final. El título se lo llevó de nuevo el equipo danés del FC Copenhague tras derrotar al Lillestrøm SK noruego en la final.
En 2007 llegaron a la final dos equipos daneses, el Brøndby IF y de nuevo el FC Copenhague. Acabó con la victoria del primero gracias a un gol de penalti de Martin Ericsson.

## Finales
| Temporada | Campeón       | Marcador         | Finalista     | Estadio                               | Espectadores | Fecha                       |
| --------- | ------------- | ---------------- | ------------- | ------------------------------------- | ------------ | --------------------------- |
| 2006-07   | Brøndby IF    | 1–0              | FC Copenhagen | Brøndby Stadion, Brøndby, Dinamarca   | 17.914       | Jueves, 15 de marzo de 2007 |
| 2005-06   | FC Copenhagen | 1–0              | Lillestrøm SK | Parken Stadion, Copenhague, Dinamarca | 13.617       | Jueves, 6 de abril de 2006  |
| 2004-05   | FC Copenhagen | 1–1 12–11 (pen.) | IFK Göteborg  | Ullevi, Gothenburg, Suecia            | 10.216       | Jueves, 26 de mayo de 2005  |

## Resultados

### Por país
| País         | Temp. | P  | G  | E  | P  | Goles   | Pts | Títulos | Finalistas |
| ------------ | ----- | -- | -- | -- | -- | ------- | --- | ------- | ---------- |
| 1. Dinamarca | 3     | 94 | 38 | 27 | 29 | 132–104 | 141 | 3       | 1          |
| 2. Noruega   | 3     | 96 | 31 | 31 | 34 | 126–139 | 124 |         | 1          |
| 3. Suecia    | 3     | 92 | 31 | 24 | 37 | 114–129 | 117 |         | 1          |

### Por equipo
| País                | Temp. | P  | G  | E | P | Goles | Pts | Títulos | Finalistas |
| ------------------- | ----- | -- | -- | - | - | ----- | --- | ------- | ---------- |
| 1. FC Copenhagen    | 3     | 31 | 16 | 8 | 7 | 43–22 | 56  | 2       | 1          |
| 2. Vålerenga IF     | 3     | 25 | 12 | 7 | 6 | 40–35 | 43  |         |            |
| 3. Lillestrøm SK    | 2     | 18 | 8  | 9 | 1 | 21–10 | 33  |         | 1          |
| 4. Brøndby IF       | 3     | 21 | 9  | 6 | 6 | 30–25 | 33  | 1       |            |
| 5. IFK Göteborg     | 2     | 19 | 8  | 6 | 5 | 21–16 | 30  |         | 1          |
| 6. SK Brann         | 2     | 17 | 5  | 5 | 7 | 23–26 | 20  |         |            |
| 7. FC Midtjylland   | 1     | 10 | 5  | 3 | 2 | 18–13 | 18  |         |            |
| 8. Odense BK        | 2     | 14 | 5  | 3 | 6 | 23–22 | 18  |         |            |
| 9. Malmö FF         | 1     | 10 | 6  | 0 | 4 | 15–14 | 18  |         |            |
| 10. Djurgårdens IF  | 2     | 16 | 5  | 2 | 9 | 19–26 | 17  |         |            |
| 11. Rosenborg BK    | 2     | 16 | 4  | 3 | 9 | 23–31 | 15  |         |            |
| 12. Helsingborgs IF | 1     | 8  | 3  | 3 | 2 | 11–12 | 12  |         |            |
| 13. Hammarby IF     | 2     | 14 | 3  | 3 | 8 | 19–27 | 12  |         |            |
| 14. IF Elfsborg     | 1     | 7  | 2  | 2 | 3 | 12–10 | 8   |         |            |
| 15. Halmstads BK    | 1     | 6  | 2  | 2 | 2 | 7–6   | 8   |         |            |
| 16. FC Lyn Oslo     | 1     | 8  | 2  | 2 | 4 | 8–10  | 8   |         |            |
| 17. Esbjerg fB      | 1     | 6  | 2  | 1 | 3 | 6–5   | 7   |         |            |
| 18. Aalborg BK      | 1     | 6  | 1  | 3 | 2 | 7–9   | 6   |         |            |
| 19. Kalmar FF       | 1     | 6  | 1  | 3 | 2 | 3–6   | 6   |         |            |
| 20. AIK             | 1     | 6  | 1  | 3 | 2 | 7–12  | 6   |         |            |
| 21. Viborg FF       | 1     | 6  | 0  | 3 | 3 | 5–8   | 3   |         |            |
| 22. IK Start        | 1     | 6  | 0  | 3 | 3 | 8–16  | 3   |         |            |
| 23. Tromsø IL       | 1     | 6  | 0  | 2 | 4 | 3–11  | 2   |         |            |